# مساعد طبيب
مهنة مساعد طبيب (بالإنجليزية: Physician assistant)‏ كما هو مسمى في الولايات المتحدة وكندا، أو زميل طبيب (بالإنجليزية: Physician associate)‏ كما هو مسمى في المملكة المتحدة، وتُعرف المهنة اختصاراً بـ (PA).
هو ممارس صحي مختص يقدم الرعاية الصحية داخل النموذج الطبي ويكون جزءًا من فريق يشمل الأطباء ومقدمي الخدمات الآخرين، وهو يحمل درجة علمية يمكن الحصول عليها في وقت أقل من درجة الطبيب. في الولايات المتحدة، مساعدي الأطباء مُعتَمدون وطنياً ومرخصون من الولايات لممارسة الطب تحت إشراف الطبيب.
مساعدي الأطباء هم المعنيون بالوقاية والعلاج من الأمراض التي تصيب الإنسان والإصابات ومقاربة المريض، من خلال توفير مجموعة واسعة من خدمات الرعاية الصحية تحت إشراف الطبيب. نطاق ممارستهم يمكن أن يختلف وفقا لتحديد الاختصاصات وقواعد الرعاية الصحية في كل مكان، حيث يتطلب البعض حصوله على ترخيص. وفقا لذلك، يمكن أن يشمل عملهم إجراء الكشف على المريض، وطلب وتفسير الاختبارات والتحاليل، وتشخيص الأمراض، ووضع خطط العلاج، وأداء الإجراءات الطبية، ووصف الأدوية، وتقديم المشورة بشأن الرعاية الصحية الوقائية، والمساعدة في العمليات الجراحية.
نشأ اسم الوظيفة المهني في الولايات المتحدة في حوالي عام 1960. وتشمل المهن المماثلة خارج الولايات المتحدة مهنة الضابط الإكلينيكي (Clinical officer) في دول شرق أفريقيا وأجزاء من أفريقيا الجنوبية، وكذلك مهنة المضمّد (بالروسية: фельдшер) وتُنطق (feldsher) في دول الاتحاد السوفياتي السابق.

## نظرة عامة
عادة يحصل مساعد الطبيب على التاريخ الطبي للمريض، ويُجرِي الكشف والإجراءات الطبية المطلوبة، ويطلب التحاليل، ويشخص الأمراض، ويصف الدواء، ويفسّر الاختبارات التشخيصية، ويُحيل المرضى إلى المختصين كما تتطلب الحالة، ويكون المساعد الأول أو الثاني في العمليات الجراحية.
يعمل مساعدو الأطباء في المستشفيات والعيادات وغيرها من أنواع المرافق الصحية، أو في الإدارات الأكاديمية، ويمارسوا اتخاذ القرارات الطبية باستقلال. كما يمارسوا «الرعاية الأولية» (المتابعة والرعاية اليومية)، أو التخصصات الطبية بما في ذلك طب الطوارئ، والجراحة، وأمراض القلب، وما إلى ذلك وفقا للنطاق القانوني للممارسة الذي قد يختلف حسب القوانين. هناك فترة مستفيضة من التدريب السريري تسبق الحصول على ترخيص لممارسة العمل كمساعد طبيب، وتشبه تدريب الأطباء ولكنها أقصر في المدة، وتشمل جميع أجهزة الجسم البشري. تجديد الترخيص ضروري كل بضع سنوات، ولكنه متفاوت حسب الاختصاص. يمكن لمساعدي الأطباء الحصول على تدريب الأطباء المقيمين، على غرار تدريب الطبيب المقيم ولكنه أقصر بكثير، ويكون ذلك في مجالات مثل: طب التوليد والنساء، طب الطوارئ، والرعاية الحرجة، والعظام، والأعصاب، والجراحة، وتخصصات طبية أخرى.

### طبيعة العمل
يوجد عدة مجالات للطبيب المساعد أن يعمل بها منها الطوارئ، الرعاية الصحية، الجراحة وعيادة الأطفال وطب الأسرة وغيرها. وهناك كثيرون يعتقدون أن مهنتي الطبيب المساعد و الممرض هما مهنة واحدة ولكن العكس هو الصحيح، فالطبيب المساعد لديه مهام تختلف عن مهام الممرض حيث يعمل الطبيب المساعد داخل الفريق الطبي كشخص رئيسي ويكون عمله ذو حدود واسعة تحت إشراف طبيب استشاري أو مختص.
في الحالات العامة يقوم الطبيب المساعد بتشخيص الحالات والمعالجة وعمل الأشعة والتحليلات والجراحات البسيطة ويكون الرجل الثاني بعد الطبيب في العمليات الجراحية الكبيرة حيث لا يستغني عنه الطبيب، وهو يقوم بثمانين بالمائة من دور الطبيب. في آخر إحصائية أعدتها هيئة الصحة الأمريكية حصل المتخصصون بالطب المساعد على المركز الأول تقاضياً للأجور بالمجال الصحي بالولايات المتحدة وحصل الأطباء على المركز الثاني والسبب في ذلك أن الطبيب المساعد لديه مرونة في التنقل بأكثر من مجال بالتخصصات الطبية على عكس الأطباء حيث يختصون بمجال معين فقط.

### أماكن عمل الطبيب المساعد
المستشفيات، مراكز الرعاية الصحية، المستوصف، الخدمات الطبية للجيش، الأماكن العامة من أجل التوعية الصحية ويمكن الاستفادة منه داخل المدارس بجعله مسؤولاً عن العيادة الصحية المدرسية داخل المدارس والكثير من الأماكن الأخرى.

### بداية تخصص الطبيب المساعد
أول فصل لتخصص الطبيب المساعد كان بالولايات المتحدة الأمريكية عام 1965 وكانت الحاجة لهذا التخصص لتغطية نقص الأطباء داخل المستشفيات أثناء الحروب ثم انتشرت في بقية دول العالم كبريطانيا وكندا وغيرها من الدول المتقدمة.

## تاريخ الطبيب المساعد
تم اقتراح مهنة الطبيب المساعد لأول مرة في الولايات المتحدة عندما أوصى تشارلز هدسون الجمعية الطبية الأمريكية (AMA) في عام 1961، «بإنشاء مجموعتين جديدتين من مساعدي الأطباء من الموظفين من خارج الطب ومن غير الممرضين». الدكتور يوجين ستيد (Eugene Anson Stead Jr) من المركز الطبي لجامعة ديوك بولاية كارولينا الشمالية جمع أول فصل لتدريس مساعدي الأطباء في عام 1965، وكان يتألف من أفراد مستشفى سابقين من بحرية الولايات المتحدة ، وأرسى قواعد مناهج برنامج مساعد الطبيب على معرفته المباشرة بالتدريب السريع للأطباء خلال الحرب العالمية الثانية.
كما أطلق اثنان من الأطباء الآخرين برامجهما الخاصة في منتصف وأواخر 1960 في أماكن مختلفة، وهما: ريتشارد سميث (Richard Smith) في جامعة واشنطن في سياتل، و هو مايرز (Hu Myers) في جامعة ألدرسون-برودوس (Alderson Broaddus University) في فيلبي، فيرجينيا الغربية.
ابتداء من يناير عام  1971، خرّج الجيش الاميركي ثمانية فصول من مساعدي الأطباء، فيكل صف 30 طالباً، من خلال أكاديمية العلوم الصحية، المركز الطبي في بروك، فورت سام هيوستن، تكساس. (معتمد أكاديمياً من جامعة بايلور بولاية تكساس).
على الرغم من أن مهنة مساعد الطبيب شغل معظمها الرجال، إلا أن النساء يشكلن الآن أكثر من 60٪ من مساعدي الأطباء في الولايات المتحدة.

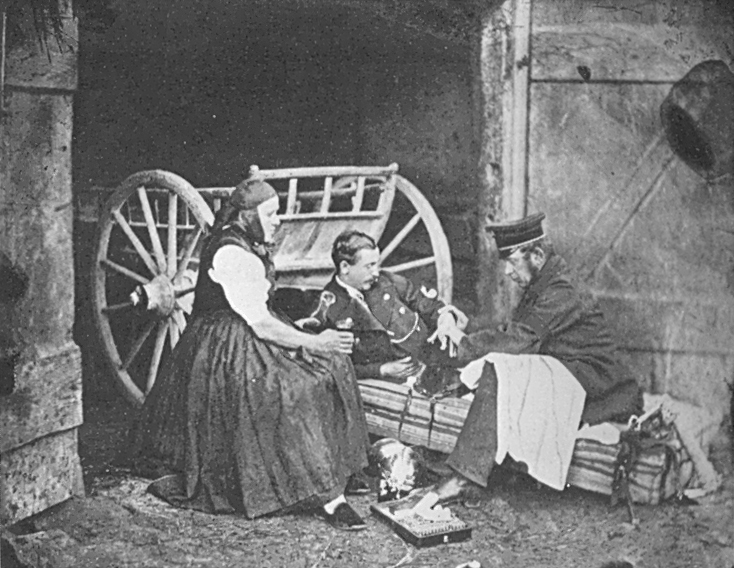
مضمد (Feldsher) ألماني في الحرب الفرنسية البروسية عام 1870.

ليس لدى العديد من البلدان مهنة مساعد الطبيب، ولكن قد يكون لدى بعض الدول وظائف مشابهة للقيام بمثل هذا النوع من العمل مثل:
1. ضابط إكلينيكي (Clinical officer) في دول شرق أفريقيا وأجزاء من أفريقيا الجنوبية.
2. زميل إكلينيكي (clinical associates) في جنوب أفريقيا.[11]
3. ضابط طبي مساعد (assistant medical officers) في ماليزيا.
4. طبيب مساعد (assistant doctors) في الصين.[12]
5. ضباط الإرشاد الصحي (Health extension officers) في بابوا غينيا الجديدة.[13]
6. المضمّدين (feldsher) في دول الاتحاد السوفياتي السابق.[4]

## في كندا
في أكتوبر عام 2015، كان هناك ما يقرب من 400 مساعد طبيب يعملون في مرافق الرعاية الصحية في كندا. أول دفعة من الأطباء المساعدون تخرجت عام 1984 من كلية القوات الكندية للخدمات الطبية في بوردن، أونتاريو. اعترفت الرابطة الطبية الكندية بمهنة الطبيب المساعد كمهنة صحية في عام 2003.
وتم إطلاق أول برنامج تعليم مدني للطبيب المساعد في عام 2008 في جامعة مانيتوبا وجامعة ماكماستر. وفي عام 2010 تم إطلاق برنامج مدني ثالث من قبل اتحاد تعليم الطبيب المساعد المكوّن من:
1. جامعة تورنتو University of Toronto.
2. مدرسة شمال أونتاريو الطبية Northern Ontario School of Medicine.
3. معهد ميشنر The Michener Institute.

يعمل الأطباء المساعدون حاليا في جميع أنحاء كندا في القوات المسلحة الكندية ويعملون في نظام الرعاية الصحية العام في محافظات مانيتوبا وأونتاريو، ونيو برونزويك وألبرتا. وتم تنظيم مهنة الطبيب المساعد في مانيتوبا ونيو برونزويك من قبل كليات الأطباء والجراحين الموجودة هناك. ولم يتم تنظيم هذه المهنة في كل من أونتاريو وألبرتا. ومع ذلك، فقد أوصى وزير الصحة بأونتاريو بوجوب التسجيل إلزاميا بواسطة كلية الأطباء والجراحين في أونتاريو. في ألبرتا، يمكن التسجيل الطوعي في كلية الأطباء والجراحين في ألبرتا.
و يُسمح للطبيب المساعد بالعمل بموجب قانون المحافظات الطبي. ويُمثّل الأطباء المساعدون حالياً: الجمعية الكندية لمساعدي الأطباء، التي شُكلت في أكتوبر 1999 باسم «الأكاديمية الكندية لمساعدي الأطباء» (بالإنجليزية:  Canadian Academy of Physician Assistants)‏.

## في المملكة المتحدة

### نظرة عامة
تم إنشاء منصب زميل طبيب (بالإنجليزية: Physician associate)‏ أو (PA) في المملكة المتحدة في عام 2005. استُنبط المنصب من وظيفة مساعد الطبيب (بالإنجليزية: Physician assistant)‏ الذي نشأ في الولايات المتحدة خلال ستينيات القرن العشرين (1960). في عام 2012، تم التصويت لتغيير اسم المهنة إلى زميل طبيب (بالإنجليزية: Physician associate)‏ لتمييزها عن وظيفة أخرى تحمل نفس الاسم في هيئة الخدمات الصحية الوطنية NHS بالمملكة المتحدة (بالإنجليزية: National Health System)‏.
طُلب من مستشفيات هيلينغدون المؤسسة الائتمانية لهيئة الخدمات الصحية الوطنية Hillingdon Hospitals NHS Foundation Trust أن تدير عملية توظيف 200 زميل طبيب في 40 ائتمان هيئة الخدمات الصحية الوطنية NHS trust ، والذين من المتوقع أن يأتوا من الولايات المتحدة الأمريكية في سبتمبر عام 2015.

### نطاق الممارسة
يتدرب زميل الطبيب بموجب النموذج الطبي، على غرار الأطباء، لتقديم الرعاية الطبية عالية الجودة في كل من مرافق الرعاية الأولية والثانوية. وقد تطور دور زميل الطبيب ليقدّم خدمات طبية مماثلة لتلك التي يقدمها الأطباء المقيمون (بالإنجليزية: house officers)‏ أو الأطباء المقيمون الأقدم (بالإنجليزية: senior house officers)‏. وهم مدربون على أداء مجموعة متنوعة من المهام بما في ذلك التشخيص وأخذ التاريخ الطبي.
يعمل زملاء الطبيب تحت إشراف مباشر من طبيب. ولكن بما أن المهنة حديثة فإن التقدّم إلى الوظائف العليا محدود، إلا أن هناك تأكيد على أرباب العمل لتطوير إجازات مخصصة للدراسة وأوقات للتدريب، من أجل المساعدة على تطوير مهاراتهم، وهذا غالبا ما يقترن بتدريب الأطباء المبتدئين. السبل الحالية التي يمكن لزملاء الطبيب تطوير مهاراتهم هي من خلال البحث والتدريس والتدريب ليصبحوا مساعد أول في الجراحة ولتشغيل العيادات الخارجية والمتابعات بعد الجراحة. وتشمل المهام التي يؤدونها أخذ التاريخ الطبي، وتفسير تخطيط القلب وبزل الوريد (سحب الدم)، من بين مسئوليات ومهارات أخرى.

### التنظيم والهيئة التنظيمية
لقب زميل الطبيب ليس مهنة طب محمية. وبالتالي، فإن العديد من زملاء الطبيب الذين تم تدريبهم على الصيدلة (الفارْماكُولُوجْيا) وعلى أنظمة الإشعاع المؤين (التعرض الطبي) IRMER  (Ionising  Radiation (Medical Exposure)  Regulations) (القدرة على طلب تصوير الأشعة - الأشعة السينية) ليسوا قادرين على طلب تصوير بالأشعة، ولكن على الرغم من ذلك لوحظ أنه قد يكون هناك ثغرات في ذلك الأمر. أمّا جمعية زملاء الطبيب بالمملكة المتحدة  (UK Association of Physician Associates) فإنها أكّدت من جديد على موقفها بأن هذا مخالف للقانون وأن الفرد (زميل الطبيب) يصبح عرضة للملاحقة القانونية إذا وصف الأدوية أو طلب التصوير. في الوقت الحاضر، لا يوجد أي هيئة تنظيمية لزملاء الطبيب، مثل المجلس الطبي العام General Medical Council) GMC) للأطباء. الأسلوب الحالي الوحيد للتنظيم داخل الهيئة المهنية لزملاء الطبيب هو الحصول على عضوية التسجيل الطوعي Managed Voluntary Register) MVR). قاعدة البيانات تلك، التي يديرها زملاء الطبيب من أجل زملاء الطبيب، تهدف إلى تحديد جميع زملاء الطبيب المؤهلين القادرين على ممارسة المهنة في المملكة المتحدة، وهي مُصمَّمَة لتنظيم المهنة للحفاظ على معايير عالية، ومنع الأفراد غير المؤهلين من استخدامهم في العمل كزملاء طبيب في المملكة المتحدة. بسبب هذه المشكلة، يلزم أن يكون الشخص عضوا مؤكداً بهذا السجل حتى يمكن لأرباب العمل النظر في أوراقه ومؤهلاته حال التقدم إلى الإعلان الوظيفي.

### مهنياً
ينبغي علي زميل الطبيب في المملكة المتحدة الحصول على إعادة تصديق كل 5-6 سنوات، والحفاظ على ممارسة حديثة من خلال حضور تدريب تراكم ساعات التطوير المهني المستمر Continuous Professional Development المعروف بـCPD ، والتي ينبغي إكمالها سنوياً.

### التدريب
تدريب زميل الطبيب في المملكة المتحدة هو عبارة عن دراسة سنتين ماجستير أو دبلوم الدراسات العليا في دراسات زميل الطبيب. هناك 18 جامعة تقدم حاليا هذه البرامج.
1. جامعة أبردين.[22]
2. جامعة أنجليا روسكين.
3. جامعة برمنجهام.[23]
4. جامعة كانتربري كنيسة المسيح.
5. جامعة إيست أنجليا.
6. مدرسة طب هول يورك.[24]
7. جامعة ليدز.
8. مدرسة طب مانشستر.
9. جامعة ليفربول.
10. جامعة وسط لانكشاير.
11. جامعة نيوكاسل.
12. جامعة بليموث.[25]
13. جامعة ريدنغ.[26]
14. جامعة شيفيلد هالام.
15. القديس جورج، جامعة لندن.[27]
16. جامعة سري.[28]
17. جامعة ولفرهامبتون.[29]
18. جامعة وورتشستر.[30]

تتطلب جامعة أبردين درجة على أساس علمي مع الحصول على حد أدني من الدرجات 2:1. أما القديس جورج فتتطلب درجة على أساس علمي مع الحصول علي حد أدنى 2: 2 درجة. هذا يشمل درجات: علوم الرياضة، الأحياء، الجيولوجيا، علم النفس، والطب الحيوي. أفضلية مقدمي الطلبات أن يكون لديهم خبرة في قطاع الرعاية الصحية، مثل «مساعد خدمات صحية» HCA أو التمريض المساعد. كما يتم النظر في الطلبات المقدمة من غيرهم من المهنيين مثل الممرض وتقني الأشعة والمسعف.

### إعادة التصديق
مُدّة دورة «صيانة الشهادة» ست سنوات، مُقسّمة إلى ثلاث فترات كل منها عامين. بدأ التحوّل في عام 2014 إلى دورة «صيانة شهادة» جديدة مدتها عشر سنوات بحيث تكون خمس فترات كل منها مدتها عامين، وذلك لمن التحقوا حديثاً على دورة العشر سنوات. خلال كل سنتين، يجب على زميل الطبيب الحصول على (وتسجيل) ما لا يقل عن 100 ساعة معتمدة من التعليم الطبي المستمر وتقديم رسوم صيانة الشهادة للّجنة الوطنية لتوثيق مساعدي الأطباء NCCPA (انظر National Commission on Certification of Physician Assistants) قبل حلول الساعة 11:59 مساء يوم 31 ديسمبر من نفس العام الذي تنتهي فيه صلاحية الشهادة.

## في الولايات المتحدة

### اللائحة
في الولايات المتحدة، يتم تمثيل المهنة من قبل الأكاديمية الأمريكية لمساعدي الطبيب (بالإنجليزية:   American Academy of PAs)‏، ويجب على جميع مساعدي الطبيب التخرج من برنامج ARC-PA المعتمَد وطنياً وكذلك اجتياز امتحان الشهادة الوطني. لم تكن AMA الجمعية الطبية الأميركية (American Medical Assossiation) حتى عام 1970 قد مررت قراراً لوضع مبادئ توجيهية تعليمية وإجراءات منح الشهادات لمساعدي الطبيب. مركز المحفوظات الطبي (Medical Center Archives) لجامعة ديوك أنشأ مركز تاريخ مساعد الطبيب، تكريس دراسة وحفظ وعرض تاريخ مهنة مساعد الطبيب. أصبح مركز تاريخ مساعد الطبيب (PA History Center) مؤسستها الخاصة في عام 2011، وتم تغيير اسمها إلى جمعية تاريخ مساعد الطبيب (PA History Society)، وتقع الآن في جونز كريك، بولاية جورجيا.

### التعليم والتوثيق
اعتبارا من أغسطس عام 2015، كان هناك 222 برنامجاً معتمداً أو تحت التطوير لمساعد الطبيب في الولايات المتحدة، مقدمة من اتحاد تعليم الطبيب المساعد PAEA  Physician Assistant Education Association . معظم البرامج التعليمية هي دراسات عُليا تؤدي إلى منح درجة الماجستير في دراسات مساعد طبيب Physician Assistant Studies MPAS ، ماجستير العلوم الصحية (MHS)، أو ماجستير العلوم الطبية (MMSc)، وذلك يتطلب درجة البكالوريوس واختبار تقييم الخريجين GRE أو اختبار قبول كلية الطب MCAT، من أجل للالتحاق بالدراسة. معظم برامج مساعد الطبيب في الولايات المتحدة تستخدم تطبيق خدمة الطلبات المركزية لمساعدي الأطباء CASPA لاختيار الطلاب. ويُنظم الترخيص المهني من قبل المجالس الطبية لكل ولاية. يتدرب دارسو مساعد طبيب في كليات الطب والمراكز الطبية الأكاديمية في جميع أنحاء البلاد.
تستند دراسة مساعد الطبيب على التعليم الطبي  على الرغم من أنها بخلاف كلية الطب التي يستمر الدراس بها أربع سنوات بالإضافة إلى الإقامة في تخصصات معينة، فإن تدريب مساعد الطبيب يكون عادة من 2 إلى 3 سنوات دراسة بدوام كامل يكتملوا خلال الدراسات العليا الخاصة بهم، ليكون المجموع من 6-7 سنوات من التعليم الجامعي العلمي بعد الدراسة الثانوية. التدريب التعليمي لمساعد الطبيب يتكون من فصول دراسية وتوجيهات مختبرية في العلوم الطبية والسلوكية، مثل علم التشريح وعلم الأحياء المجهرية، علم المناعة، علم الأدوية، الفيزيولوجيا المرضية، أمراض الدم، علم الأمراض، علم الوراثة والطب السريري، والتشخيص الجسدي، ويلي تلك الدراسة تناوب سريري في عيادات الطب الباطني، طب الأسرة، الجراحة، طب الأطفال، أمراض النساء والتوليد، وطب الطوارئ، وطب الشيخوخة، فضلا عن الدورات الاختيارية [بحاجة لمصدر]. وعلى عكس الأطباء، الذين يجب عليهم إكمال ما لا يقل عن ثلاث سنوات من الإقامة بعد الانتهاء من المدرسة الطبية، فإنه ليس مطلوبا من مساعد الطبيب استكمال هذه الإقامات بعد استكمال دراستهم. على الرغم من هذا، هناك برامج إقامة في بعض التخصصات لمساعدي الطبيب الذين يختارون مواصلة التعليم النظامي في مثل هذا الشكل.
برامج الدراسات العليا الإكلينيكية لمساعد الطبيب هي برامج تدريب سريري تختلف عن التدريب من خلال العمل في أنها تحتوي التعليم التدريسي واكتساب خبرة إكلينيكية أثناء وجودهم تحت الإشراف، لتحقيق الأهداف التي تم تعريفها بوضوح. تأسس برنامج الدراسات العليا الجراحي لمساعد الطبيب بمركز مونتيفيور الطبي (Montefiore Medical Center) في عام 1971 كأول برنامج دراسات عليا إكلينيكية لمساعد الطبيب معترف به. وهناك حالياً 49 برنامجاً في مختلف التخصصات مثل علم الأعصاب، الصدمة/العناية المركزة وعلم الأورام. وقد تم تشكيل رابطة برامج مساعدي الطبيب للدراسات العليا في 1988 كأداة لوضع معايير تعليمية لبرامج الدراسات العليا الخاصة بمساعدي الطبيب  وتضم حاليا 50 برنامجاً عضواً.
يٌمكن لمساعد الطبيب استخدام الأحرف الأولى التالية قبل كتابة اسمه: "PA"و "PA-C"و "APA-C"و "RPA" أو "RPA-C":
- حيث الحرف "-C" يشير إلى «مُعتمَد» (Certified).
- والحرف "R" يشير إلى«مٌسجّل» (Registered).
- الحرف "R" يتفرّد به عدد قليل من الولايات، لا سيما في شمال شرق البلاد.
- "APA" يرمز إلى (Aeromedical Physician Assisant) مساعد الطبيب الجوي ويشير إلى أن مساعد الطبيب نجح بإكمال الدورة الابتدائية للجيش الأميركي لجرّاح الطيران.[40]
- أثناء التدريب، تتم تسمية طلاب مساعد الطبيب "PA-S".
- استخدام "PA-C" يقتصر فقط على مساعدي الطبيب المعتمدين حاليا بما يتفق مع الأنظمة المعمول بها في المنظمة المعتمدة الوطنية، واللجنة الوطنية لتوثيق مساعدي الأطباء، والذين اجتازوا اختبار PANCE «الاختبار الوطني لتوثيق مساعدي الأطباء» (Physician Assistant National Certifying Exam).

في الولايات المتحدة، لكي يصبح خريجو برنامج مساعد الطبيب المعتمدون: "PA-C"، ينبغي عليهم أن يجتازوا اختبار PANCE الذي تديره NCCPA «اللجنة الوطنية لتوثيق مساعدي الأطباء» (National Commission on Certification of Physician Assistants). هذه الشهادة مطلوبة للترخيص في جميع الولايات. يوجد محتوى الامتحان في «برنامج عمل PANCE» أو (PANCE BLUEPRINT). وبالإضافة إلى ذلك، يجب على مساعد الطبيب تسجيل 100 ساعة من التعليم الطبي المستمر Continuing medical education CME وإعادة تسجيل شهادته مع NCCPA كل سنتين. يجب على مساعد الطبيب أيضا كل عشر سنوات (كانت سابقا كل ست سنوات)، إعادة التأهل من خلال اجتياز الامتحان الوطني لإعادة توثيق مساعد الطبيب (PANRE) بنجاح (Physician Assistant National Recertifying Exam).
يُحتفل «بالأسبوع الوطني للطبيب المساعد» (National Physician Assistant Week) سنوياً في الولايات المتحدة في الفترة من 6 أكتوبر إلى 12 أكتوبر، وقد تم اختيار هذا الأسبوع لإحياء ذكرى تخرج أول فصل من مساعدي الطبيب، وكان ذلك في جامعة ديوك في 6 أكتوبر، 1967.

### نطاق الممارسة
مساعدي الطبيب لديهم تراخيص خاصة بهم مع نطاق ممارسة واضح ومحدّد. لكل ولاية من الولايات المتحدة الخمسون (50) قوانين مختلفة فيما يتعلق بوصف الأدوية من قبل العاملين في مستوى الممارسين المتوسطين (التي تشمل مساعدي الطبيب)، وبسلطة الترخيص المعتمدة لكل فئة داخل تلك الولاية بعينها من خلال إدارة مكافحة المخدرات DEA. لا يسمح لمساعدي الطبيب في ولاية كنتاكي وبورتوريكو وجزر العذراء الأمريكية أن يصفوا أي أدوية خاضعة للرقابة (Controlled substance). عدة ولايات أخرى تضع حدا لنوع المواد الخاضعة للرقابة أو الكمية التي يمكن وصفها، أو الاستغناء عنها، أو تدار من قبل كل مساعد الطبيب على حده.
تبعا للقوانين المحددة في أي مجلس طبي لولاية ما، يجب أن يكون لمساعد الطبيب علاقة رسمية مع الطبيب المشرف التعاوني (collaborative physician supervisor). يجب أن يكون الطبيب المشرف مرخص في الولاية التي يعمل فيها مساعد الطبيب، حتى إذا كان موجوداً في أي مكان آخر خارج الولاية. الطبيب المشرف يمكن أن يكون بشخصه، أو عن طريق أنظمة الاتصالات عن بُعد أو عن طريق وسائل أخرى موثوق بها (بحيث يكون متاحاً للتشاور).

### التوظيف
كان أول رب عمل لمساعد الطبيب ما كان يُعرف سابقاً بإدارة المحاربين القدامى (Veterans Administration VA)، والتي صارت تُعرف اليوم باسم وزارة شؤون المحاربين القدامى (Department of Veterans Affairs)، وهي اليوم أكبر رب عمل لتوظيف مساعدي الطبيب حيث عندهم ما يقرب من 2000 مساعد طبيب.
وفقا للأكاديمية الأمريكية لمساعدي الأطباء (American Academy of Physician Assistants AAPA)، كان هناك ما يقدر ب 68124 مساعد طبيب يعملون في الممارسة السريرية في يناير 2008 [بحاجة لمصدر].
في تعداد الأكاديمية الأمريكية لمساعدي الأطباء عام 2008، كان 56% من مساعدي الطبيب الذين استجابوا للتعداد يعملون في مكاتب أو عيادات الأطباء، و 24% يعملون بالمستشفيات. أما البقية فكانوا يعملون في عيادات الصحة العمومية ودور العجزة والمدارس والسجون ووكالات الرعاية الصحية المنزلية، ووزارة شؤون المحاربين القدامى. خمسة عشر في المئة 15% من مساعدي الطبيب الذين استجابوا للتعداد كانوا يعملون بمناطق مصنفة «غير حضرية» (non-metropolitan) من قبل دائرة البحوث الاقتصادية (Economic Research Service ERS) في وزارة الزراعة في الولايات المتحدة (United States Department of Agriculture USDA) ، حيث يقيم ما يقرب من 17٪ من سكان الولايات المتحدة في هذه المقاطعات (County).
أفاد مكتب احصاءات العمل (Bureau of Labor Statistics BLS) بوزارة العمل في الولايات المتحدة (United States Department of Labor DOL) بخصوص مساعدي الطبيب، يقول: «... ومن المتوقع أن ينمو توظيف مساعدي الطبيب بنسبة 27% من عام 2006 إلى 2016، وذلك أسرع بكثير من المتوسط بالنسبة لجميع المهن ...» ، وهذا نظرا لعدة عوامل تشمل التوسع في صناعة الرعاية الصحية، وشيخوخة مواليد فترة طفرة المواليد التي تلت الحرب العالمية الثانية (Baby boomer)، والمخاوف من احتواء التكاليف، والقيود المفروضة حديثا لتقصير عدد ساعات عمل الأطباء المقيمين.
بالنسبة لمساعدي الطبيب في ممارسة الرعاية الصحية الأولية، فإن بوليصة تأمين «سوء التصرف المهني» (Malpractice) بقيمة تغطية 100,000 $ إلى 300,000 $ دولار أمريكي تكلف أقل من 600 $ سنوياً، ويكون قسط تأمين أعلى في حالات مساعد الطبيب بالتخصصات ذات المخاطر الأعلى.
مع 100,000-300,000 $ في تكلفة أقل من 600 $ في السنة؛ أقساط أعلى مساعد الطبيب في تخصصات ذات المخاطر العالية.
سردت مجلة المال (Money)، بالتزامن مع موقع Salary.com، أن مهنة مساعد الطبيب هي «أفضل خامس وظيفة في أمريكا» في مايو 2006، وذلك استنادا على الرواتب وفرص العمل، وعلى توقع نمو فرص العمل خلال 10 سنوات بمعدل 49.65٪. في عام 2010، صنف موقع سي.أن.أن. المال (CNNMoney.com) مهنة مساعد الطبيب كثاني أفضل وظيفة في أمريكا. في عام 2012، صنفت فوربس (Forbes) درجة مساعد الطبيب كدرجة الماجستير رقم واحد للعمل. في عام 2015، أعطت Glassdoor تصنيفا لمساعد الطبيب باعتبارها أفضل وظيفة رقم واحد في أمريكا (Number One Best Job In America).
ووفقا لدراسة الرواتب الوطنية (National Salary Survey) عام 2014 لمساعدي الطبيب، كان إجمالي الدخل المتوسط لمساعدي الأطباء الذين يعملون بدوام كامل هو 112,344 $ ، بينما يتراوح أجر مساعد الطبيب في طب الطوارئ، وطب الأمراض الجلدية، والتخصصات الجراحية الفرعية بحوالي 100,000 $ إلى 200,000 $ سنويا.

### الحكومة الاتحادية، الخدمات الموحدة، والقوات المسلحة الأمريكية
يُوظّف مساعد الطبيب من قِبل وزارة الخارجية الأمريكية كممارس صحة للخدمة الخارجية Foreign Service Health Practitioners FSHP . مساعدي الطبيب الذين يعملون بتلك الصلاحية، يمكن نشرهم في أي مكان في العالم يوجد فيه مرفق لوزارة الخارجية، ويوفرون الرعاية الصحية الأولية للأفراد المصرح لهم بوزارة الخارجية. من أجل أن يتم اعتبار مساعد الطبيب للعمل كممارس صحة للخدمة الخارجية FSHP، يجب أن يكون مساعد الطبيب مرخص وله خبرة حديثة لا تقل عن سنتين في العمل بالرعاية الصحية الأولية.
مساعدو الطبيب العاملون بالجيش الأمريكي يخدمون عادة كضباط بالقسم الطبي بالجيش Army Medical Department AMEDD مع كتائب مقاتلي الجيش (Army combat) أو كتائب دعم القتال الموجودة في الولايات الأمريكية المتجاورة وألاسكا وهاواي، وفي الخارج عبر البحار. ويشمل هذا قوات المشاة، والمدرعات، وسلاح الفرسان، والمحمولة جوا، والمدفعية، و (إذا تأهل مساعد الطبيب) وحدات القوات الخاصة. وهم يخدمون بمثابة «الخط الأمامي» الطبي للجيش ويكونون مسئولين جنبا إلى جنب مع مسعفوا القتال (Combat medic) عن الرعاية الصحية الإجمالية لجنود وحدتهم، وكذلك أفراد عائلاتهم [بحاجة لمصدر].
يخدم مساعد الطبيب أيضا في سلاح الجو والبحرية كممارس سريري وكأخصائيي طب الطيران، وكذلك في خفر السواحل وخدمات الصحة العامة. المهارات المطلوبة لمساعد الطبيب في تلك الوظائف مماثلة لتلك المطلوبة من زملائهم المدنيين، إلا أنه يتم توفير تدريب إضافي في مجال الرعاية المتقدمة للمصابين، الإدارة الطبية للإصابات الكيميائية، طب الطيران، والطب العسكري [بحاجة لمصدر]. وبالإضافة إلى ذلك، يجب على مساعدو الطبيب العسكريون أيضا تلبية متطلبات تكليف الضباط (officer commissioning requirements)، والحفاظ على معايير الجاهزية الفنية والبدنية للخدمات الخاصة بكل منها [بحاجة لمصدر].
مساعد الطبيب البحري (MPA) هو ضابط أركان بحري تجاري بالولايات المتحدة. يُمنح شهادة التسجيل من خلال مركز خفر سواحل الولايات المتحدة البحري الوطني (NMC) الواقع في مرتينسبورغ بولاية فرجينيا الغربية. بدأت برامج التدريب الرسمي لمساعدي الطبيب البحريين في سبتمبر 1966 في مستشفى خدمة الصحة العامة (Public Service Health Hospital) التي تقع في جزيرة ستاتن، بنيويورك.

## في الوطن العربي
لا يعلم الكثيرون من أبناء الوطن العربي ماهو الطبيب المساعد حيث أن هذا التخصص بالوطن العربي شبه معدوم ولا يدرّس بالجامعات رغم وجود بعض العرب الحاصلين على شهادة مساعد طبيب من الخارج والبعض منهم يدرس حالياً هذا التخصص بالخارج، ولكن بدأت الدراسة بذلك المجال حالياً في المجال العسكري فقط في السعودية أما في الكويت في كلية الطب المساعد فإن الطلبة يدرسون تخصصات المختبرات الطبية والأشعة التشخيصية والطب النووي والعلاج الطبيعي والعلاج المهني حيث تتراوح مدة الدراسة بين 4 إلى 5 سنين، ويُسَمَّون باختصاصيين أو فنيين ولايعتبرون أطباء مساعدين.

### بداية البرنامج بالعالم العربي
أول برنامج بالشرق الأوسط لبرنامج الطبيب المساعد كان بالمملكة العربية السعودية عام 2011 بكلية الأمير سلطان العسكرية للعلوم الصحية بالظهران بالتعاون مع جامعة جورج واشنطن الأمريكية وقد بدأ البرنامج بعد اختيار 27 طالباً. مدة الدراسة أربع سنوات تشمل دراسة تخصص الطبيب المساعد بالإضافة إلى التدريبات العسكرية. ويتخرج منها الطالب بدرجة ماجستير ويعين بالقوات المسلحة السعودية برتبة ملازم أول طبيب مساعد.

### نبذة عن برنامج الطبيب المساعد
مدة الدراسة بالبرنامج ثلاث سنوات تكون السنتين الأولى أكاديمية والسنة الثالثة تكون تطبيقية لاكتساب الخبرة الطبية، ويتعلم بها الطالب التشريح والطب العام وعلم الفسيولوجي وعلم الأمراض والممارسة الطبية وطب النفس وعلم الأحياء الدقيقة وعلم الصيدلة، وغيره.

## معرض الصور

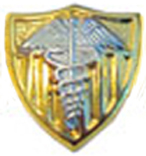
شارة يحملها مساعد الطبيب و الممرض الممارس العامل بحرس السواحل الأمريكية (United States Coast Guard).
شعار جمعية مساعدي الأطباء بغانا.
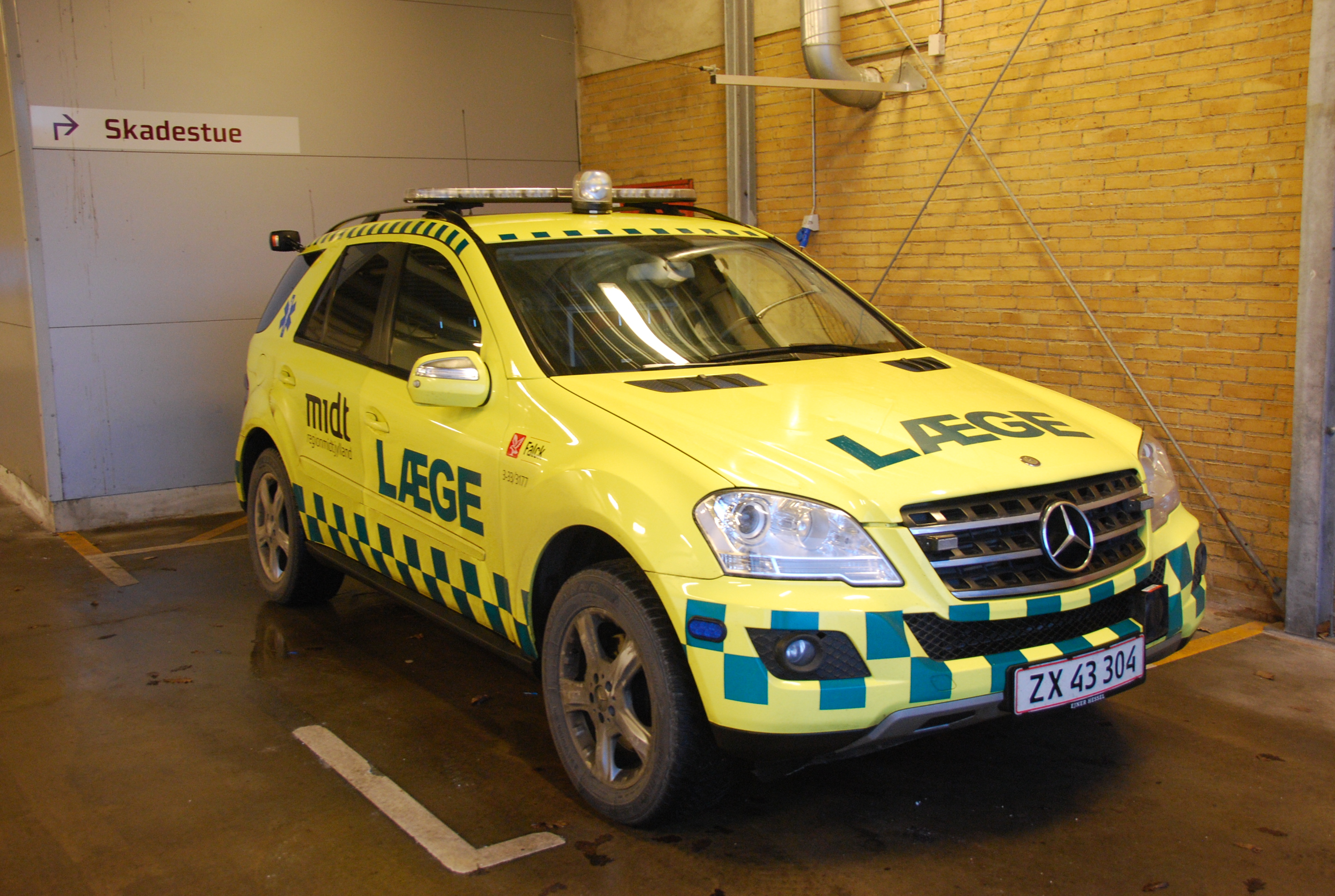
سيارة مرسيدس تتبع وحدة أطباء الطوارئ في فالك فيبورغ و محافظة ميديولند بالدانمارك. وتتحرك السيارة وبها طبيب ومساعد طبيب.
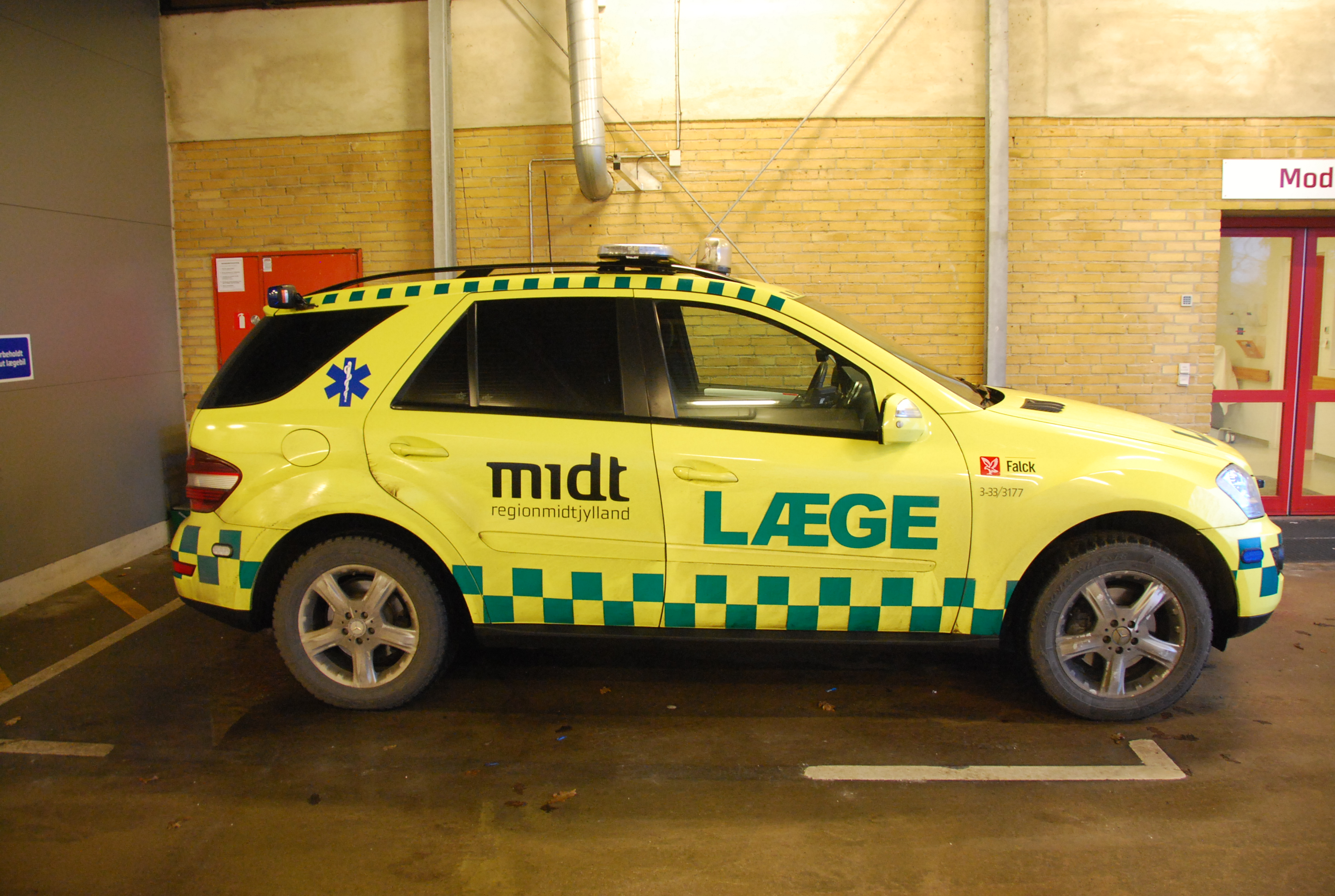
سيارة مرسيدس تتبع وحدة أطباء الطوارئ في فالك فيبورغ و محافظة ميديولند بالدانمارك. وتتحرك السيارة وبها طبيب ومساعد طبيب.